# (7020) Yourcenar
(7020) Yourcenar ist ein Asteroid des Hauptgürtels, der am 4. April 1992 vom belgischen Astronomen Eric Walter Elst am La-Silla-Observatorium (Sternwarten-Code 809) der Europäischen Südsternwarte in Chile entdeckt wurde.
Der Asteroid ist nach der belgischen Schriftstellerin Marguerite Yourcenar (1903–1987) benannt, die als Marguerite Antoinette Jeanne Marie Ghislaine Cleenewerck de Crayencour geboren wurde und 1980 als erste Frau an der renommierten und exklusiven Académie française Aufnahme fand.